# Saxonburg
Saxonburg ist ein Borough im Butler County im US-Bundesstaat Pennsylvania. Das U.S. Census Bureau hat bei der Volkszählung 2020 eine Einwohnerzahl von 1.426 ermittelt.

## Geschichte
Der Ort wurde 1832 von einigen Siedlern um John Augustus Roebling (ursprünglich Johann August Röbling), dem Konstrukteur der Brooklyn Bridge, unter dem Namen Germania gegründet. Später erfolgte die Umbenennung in Sachsenburg, aus dem schließlich die englische Form Saxonburg wurde. 1846 folgte die Einrichtung des Boroughs.

## Wirtschaft
Der Sitz des Halbleiterherstellers II-VI Incorporated befindet sich auf dem Gelände eines ehemaligen Nuclear Research Centers.

## Städtepartnerschaft
Der Borough of Saxonburg unterhält seit dem 23. Mai 2008 eine Städtepartnerschaft mit
 Mühlhausen/Thüringen, der Geburtsstadt seines Gründers J.A. Roebling.

## Persönlichkeiten
- John Augustus Roebling (1806–1869), Ingenieur
- Washington Augustus Roebling (1837–1926), Ingenieur